# Летний Кубок
Летний кубок (англ. The Summer Cup) — ныне не существующий кубковый турнир в шотландском футболе для команд Южной Лиги (1940—1945), а позже команд Первого Дивизиона Футбольной Лиги (1963—1965). В первый период своего существования был одним из региональных турниров, организованных в годы Второй Мировой Войны в Шотландии.

## Формат
Изначально в кубке участвовало 16 команд Южной Лиги, а сам турнир разыгрывался по олимпийской системе с матчами на вылет в четыре раунда. Первые два раунда игрались в два матча, по одному на домашнем стадионе каждой из команд, полуфинал и финал состояли из одного матча. Финал разыгрывался на национальном стадион «Хэмпден» в Глазго. Матчи полуфиналов игрались на различных стадионах в Глазго или на «Тайнкасл» в Эдинбурге, даже если встречались команды из других городов. В случае ничейного результата победитель определялся жребием путём подбрасывания монеты.
В возобновлённом в 1963 году турнире принимало участие 14 команд Первого Дивизиона (кроме «Селтика» и «Рейнджерс»). Все команды делились на четыре группы в которых играли каждый с каждым дома и в гостях. Четыре лучшие команды играли двухматчевый полуфинал. Финал так же проходил в два матча, дома и в гостях.

## История
В годы Второй Мировой войны чемпионат Шотландии был поставлена паузу, но были созданы региональные лиги, Восточная и Западная, позже вместо них возникли Северо-восточная и Южная лиги. В рамках новых турниров так же разыгрывались Кубки лиг, а с 1940 года Южная лига начала проводить Летний Кубок в период с мая по июнь, чтобы занять команды в паузу между сезонами. Создание летнего турнира было направлено в том числе и на минимизацию поездок команд и болельщиков летом в военное время.
Первый розыгрыш турнира выиграл «Хиберниан», переигравший «Рейнджерс» 3-2. Эти же команды встретились в финале следующего года и после того как была зафиксирована ничья 2-2 победитель был определён благодаря подбрасыванию монетки, им стал «Рейнджерс». Примечательно, что таким же образом в первом раунде «Мортон» прошёл «Фолкерк». Третий Летник Кубок завоевал «Сент-Миррен», который с минимальным счётом 1-0 обыграл действующего победителя «Рейнджерс». Причём в полуфинале «Сент-Миррен» сыграл вничью с «Мортоном» и состоялась единственная за этот период истории турнира переигровка матча. Через год «Мортон» снова вылетел на стадии полуфинала лишь по дополнительным показателям — «Клайд» имел лучший показатель результативности в кубке. В финале «Клайд» проиграл «Мотеруэллу» 0-1. В последнем розыгрыше турнира военного времени в финале «Партик Тисл» обыграл «Хиберниан» 2-0.
Летний Кубок неожиданно вернулся в 1964 году в качестве летнего соревнования для команд Первого Дивизиона, чтобы клубы могли получить дополнительный источник доходов — расходы команд высшей лиги к 1960-м становились все больше. Тем не менее возрождённый турнир оказался не интересен грандам шотландского футбол, «Селтик» и «Рейнджерс» отказались от участия в кубке. Другой сильный клуб — «Хартс», успешно сыграл на групповой стадии, но отказался от дальнейшего участия, предпочтя поехать в турне по Северной Америке. За право заменить «Хартс» был разыгран отдельный матч, в котором «Хиберниан» победил «Данфермлин» и продолжил своё участие в соревновании. Благодаря такому повороту событий «Хиберниан» смог дойти до финала Летнего Кубка, вторым финалистом стал «Абердин». Сам матч был отложен из-за вспышки брюшного тифа в Абердине. Обменявшись победами на домашних стадионах (2-1 в пользу «Хибс» на «Истер Роуд» и 3-2 в пользу «Абердина» на «Питтодри») команды были вынуждены сыграть третий матч. Жеребьёвка определила местом проведения игры стадион «Абердина» «Питтодри», но не смотря на это «Хиберниан» в гостях уверенно победил со счётом 3-1 и завоевал трофей.
В следующем году турнир уже вызывал слабый интерес со стороны болельщиков. Действующий обладатель кубка, «Хиберниан», в полуфинале проиграл «Мотеруэллу». Первый матч закончился со счётом 2-0 в пользу «Хибс», но в ответной игре хозяева разгромили эдинбуржцев 6-2 в дополнительное время. В итоге «Мотеруэлл» завоевал Летний Кубок в противостоянии с «Данди Юнайтед». Оба финальных матча выиграли хозяева поля, но победа «Мотеруэлла» в первой игре 3-1 перечеркнула старания «Данди Юнайтед», который сумел выиграть на «Таннадайс» лишь со счётом 1-0, что установило итоговый счёт 3-2.
Не смотря на желание лиги и дальше разыгрывать кубок от него пришлось отказаться, после того как в 1966 году всего 11 клубов согласились в нём участвовать.
Сам трофей Летнего Кубка находится на хранение в музее «Хиберниана», организовывать турнир помогал председатель клуба Терри Свон, которому он впоследствии был передан.

## Финалы кубка
| Сезон   | Победитель  | Счёт | Финалист      | Стадион               | Зрители |
| ------- | ----------- | ---- | ------------- | --------------------- | ------- |
| 1940/41 | Хиберниан   | 3-2  | Рейнджерс     | Хэмпден (Глазго)      |         |
| 1941/42 | Рейнджерс   | 2-2  | Хиберниан     | Хэмпден (Глазго)      |         |
| 1943/44 | Сент-Миррен | 1-0  | Рейнджерс     | Хэмпден (Глазго)      |         |
| 1943/44 | Мотеруэлл   | 1-0  | Клайд         | Хэмпден (Глазго)      | 40000   |
| 1944/45 | Партик Тисл | 2-0  | Хиберниан     | Хэмпден (Глазго)      | 20000   |
| 1963/64 | Хиберниан   | 2-1  | Абердин       | Истер роуд (Эдинбург) |         |
| 1963/64 | Хиберниан   | 2-3  | Абердин       | Питтодри (Абердин)    |         |
| 1963/64 | Хиберниан   | 3-1  | Абердин       | Питтодри (Абердин)    |         |
| 1964/65 | Мотеруэлл   | 3-1  | Данди Юнайтед | Фир Парк (Мотеруэлл)  |         |
| 1964/65 | Мотеруэлл   | 0-1  | Данди Юнайтед | Таннадайс (Данди)     |         |

Источник: Scottish Football Historical Results Archive, 